# Attagenus atripennis
Attagenus atripennis es una especie de coleóptero de la familia Dermestidae.

## Distribución geográfica
Habita en Arabia Saudita, Yemen y en Etiopía.